# The Butler - Un maggiordomo alla Casa Bianca
The Butler - Un maggiordomo alla Casa Bianca (The Butler) è un film biografico del 2013 diretto da Lee Daniels.
La pellicola, con protagonista Forest Whitaker, è l'adattamento cinematografico dell'articolo di giornale A Butler Well Served by This Election, scritto dal giornalista Wil Haygood e pubblicato sul The Washington Post, che narra la storia vera di Eugene Allen, maggiordomo della Casa Bianca per più di trent'anni. Nel film il nome del protagonista è stato modificato in "Cecil Gaines".

## Trama
Washington, 2009. Cecil Gaines è un afroamericano che ha lavorato come maggiordomo alla Casa Bianca dal 1957 al 1986, prestando servizio sotto sette presidenti, si trova nella sala d'attesa della Casa Bianca, dove è stato convocato dal neoeletto Barack Obama che ha insistito per conoscerlo personalmente. Mentre aspetta di incontrare il primo presidente afroamericano nella storia degli Stati Uniti, Cecil ripercorre la sua vita e tutte le difficoltà che ha dovuto affrontare per arrivare a essere degno di considerazione.
Nato e cresciuto in una piantagione di cotone a Macon, Georgia, nel 1926, quando ha sette anni, il proprietario bianco violenta sua madre Hattie, e quando suo padre Earl tenta di affrontarlo, viene ucciso. Cecil viene accolto dall'anziana matrona della tenuta, che lo addestra a diventare un domestico. Nel 1937, all'età di 18 anni, Cecil lascia la piantagione. In preda alla fame, entra nella pasticceria di un hotel. L'anziano capo domestico Maynard ha pietà di lui e gli dà un lavoro. Cecil impara tecniche avanzate di servizio e relazioni interpersonali da Maynard, che in seguito raccomanda Cecil per un incarico in un hotel di Washington.
Mentre lavora lì, Cecil incontra e sposa Gloria, e insieme la coppia ha due figli, Louis e Charlie.
Nel 1957, Cecil viene assunto dalla Casa Bianca durante l'amministrazione di Dwight D. Eisenhower. Il maître d'hôtel della Casa Bianca Freddie Fallows lo presenta al capo maggiordomo Carter Wilson e al collega James Holloway. Cecil assiste alla riluttanza di Eisenhower a usare le truppe per far rispettare la segregazione scolastica, poi alla sua determinazione a far rispettare la legge integrando razzialmente la Little Rock Central High School in Arkansas.
Louis, il figlio maggiore dei Gaines, diventa uno studente universitario alla Fisk University di Nashville, Tennessee, sebbene Cecil ritenga che il Sud sia troppo instabile. Louis si unisce alla Southern Christian Leadership Conference (SCLC), il programma studentesco dell'attivista James Lawson, che porta a un sit-in nonviolento in una tavola calda segregata, dove viene arrestato. Gloria, che ritiene che Cecil metta il suo lavoro prima di lei, sprofonda nell'alcolismo.
Nel 1961, dopo l'insediamento di John F. Kennedy, Louis e altri vengono attaccati da membri del Ku Klux Klan durante un viaggio per la libertà verso Birmingham, Alabama. Louis partecipa alla Birmingham Children's Crusade del 1963, dove cani e idranti vengono usati per fermare i manifestanti, un'azione che ispira Kennedy a tenere un discorso nazionale proponendo il Civil Rights Act del 1964.
Dopo l'assassinio di Kennedy, il suo successore, Lyndon B. Johnson, promulga la legge. Come gesto di buona volontà, Jackie Kennedy regala a Cecil una delle cravatte dell'ex presidente. Louis partecipa al Selma Voting Rights Movement del 1965, che ispira Johnson a chiedere al Congresso di promulgare lo storico Voting Rights Act del 1965. Johnson regala anche a Cecil una spilla da cravatta.
Alla fine degli anni '60, dopo l'assassinio dell'attivista per i diritti civili Martin Luther King Jr., Louis comunica alla sua famiglia di essersi unito alle Pantere Nere. Cecil ordina a Louis e alla sua ragazza di lasciare la sua casa. Louis viene nuovamente arrestato. Cecil viene a conoscenza dei piani del presidente Richard Nixon di reprimere il movimento.
Charlie confida a Louis che ha intenzione di unirsi alla guerra in Vietnam. Dopo essersi arruolato, viene ucciso e sepolto al Cimitero nazionale di Arlington. Quando le Pantere Nere ricorrono alla violenza, Louis lascia l'organizzazione e torna al college, conseguendo un master in scienze politiche e candidandosi infine per un seggio al Congresso, sebbene Cecil continui a provare risentimento nei suoi confronti.
Cecil si rivolge ripetutamente al suo supervisore alla Casa Bianca per la disparità di retribuzione e di avanzamento di carriera forniti allo staff nero della Casa Bianca. Con il sostegno del presidente Ronald Reagan, Cecil prevale, la sua reputazione cresce al punto che lui e sua moglie vengono invitati dai Reagan come ospiti a una cena di stato. Cecil si sente a disagio con le divisioni di classe alla Casa Bianca. Dopo aver assistito al rifiuto di Reagan di sostenere le sanzioni economiche contro l'apartheid in Sudafrica, si dimette.
Gloria incoraggia Cecil a ricucire il suo rapporto con Louis. Rendendosi conto che le azioni di suo figlio sono eroiche, si unisce a lui a una protesta contro l'apartheid in Sudafrica; vengono arrestati e incarcerati insieme.
Nel 2008, Gloria muore poco prima che Barack Obama venga eletto come primo presidente nero della nazione. Due mesi, due settimane e un giorno dopo il nuovo presidente convoca Cecil alla Casa Bianca perché desidera conoscerlo: l'uomo può orgogliosamente indossare la cravatta di Kennedy e il ferma cravatta di Lyndon B. Johnson per andare all'appuntamento, ironizzando con il cerimoniere sul fatto che non ha bisogno di essere accompagnato nello Studio Ovale perché conosce la strada, percorsa per 34 anni.

## Produzione

### Cast
- Per Oprah Winfrey è il quarto film, dopo Il colore viola (1985), Paura (1986) e Beloved (1998), in cui non interpreta se stessa.[2]
- L'attrice Mila Kunis fu considerata per il ruolo di Jackie Kennedy, ma fu poi scelta Minka Kelly.[3]
- Per il personaggio di John F. Kennedy fu inizialmente scelto Matthew McConaughey, il quale dovette abbandonare il progetto per conflitti di programmazione con un altro film. Per rimpiazzarlo fu considerato James Franco, ma alla fine fu scelto James Marsden per il ruolo.[4]
- Liam Neeson fu selezionato per interpretare Lyndon B. Johnson, ma infine venne scelto Liev Schreiber.[5]
- Il cast originale del film prevedeva la presenza di attori come Nicole Kidman, Hugh Jackman e Zac Efron in ruoli non specificati, ma nessuno dei tre ha preso parte al film.[6]

### Budget
Il budget del film si aggira intorno ai 25 milioni di dollari.

### Riprese
Le riprese del film hanno avuto inizio il 6 agosto e sono terminate il 7 ottobre 2012; sono state effettuate interamente nello Stato della Louisiana, più precisamente a New Orleans.

## Promozione
Il primo trailer del film viene distribuito online il 7 maggio 2013.

## Distribuzione
La pellicola è stata distribuita nelle sale cinematografiche statunitensi a partire dal 16 agosto 2013, mentre in Italia il 1º gennaio 2014.

## Accoglienza

### Incassi
Dopo il suo weekend di apertura nei cinema, in cui ha guadagnato oltre 24 milioni di dollari, il film ha raggiunto un incasso di $ 177,3 milioni in tutto il mondo.

## Riconoscimenti
- 2014 - Premio BAFTA
  - Candidatura per la migliore attrice non protagonista a Oprah Winfrey
  - Candidatura per il miglior trucco e parrucco a Debra Denson, Beverly Jo Pryor, Candace Neal
- 2014 - Satellite Awards
  - Candidatura per il miglior attore a Forest Whitaker
  - Candidatura per la migliore attrice non protagonista a Oprah Winfrey
  - Candidatura per la Migliore scenografia
- 2014 - Screen Actors Guild Award
  - Candidatura per il miglior attore a Forest Whitaker
  - Candidatura per la Migliore attrice non protagonista a Oprah Winfrey
  - Candidatura per il Miglior cast
- 2014 - Critics' Choice Movie Award
  - Joel Siegel Award a Forest Whitaker
  - Candidatura per la miglior attrice non protagonista ad Oprah Winfrey
  - Candidatura per il Miglior cast
  - Candidatura per il miglior trucco e parrucco
- 2014 - People's Choice Awards
  - Candidatura per il  miglior film drammatico
- 2014 - Make-Up Artists and Hair Stylists Awards
  - Miglior Contemporary Hair Styling a Candace Neal e Robert L. Stevenson
- 2014 - NAACP Image Award
  - Miglior attore a Forest Whitaker
  - Miglior attore non protagonista a David Oyelowo